# Гармењак Велики
43° 52′ 13″ N 15° 10′ 56″ E / 43.87028° С; 15.18222° И
Гармењак Велики је ненасељено острвце у хрватском дијелу Јадранског мора. Налази се у Корнатском архипелагу око 1 km југоисточно од залива Лојишће на Дугом отоку. Дио је Парка природе Телашћица. Његова површина износи 0,93 km², док дужина обалске линије износи 1,43 km. Највиши врх је висок 42 m. Грађен је од кречњака кредне старости. Административно припада општини Сали у Задарској жупанији.